# Unitra bufonis
Unitra bufonis är en insektsart som beskrevs av Irena Dworakowska 1974. Unitra bufonis ingår i släktet Unitra och familjen dvärgstritar.
Artens utbredningsområde är Kongo. Inga underarter finns listade i Catalogue of Life.